# Norbert Mette
Norbert Mette (* 16. Dezember 1946 in Barkhausen) ist ein deutscher, römisch-katholischer Theologe und emeritierter Professor an der Universität Dortmund. Sein Schwerpunkt ist die Religionspädagogik.

## Leben
Norbert Mette studierte nach seiner Schulzeit römisch-katholische Theologie und Sozialwissenschaften an der Westfälischen Wilhelms-Universität Münster und machte 1972 die Erste Philologische Staatsprüfung. Von 1973 bis 1984 war er Wissenschaftlicher Assistent am Seminar für Pastoraltheologie und Religionspädagogik der WWU Münster. 1976 promovierte er zum Dr. theol. und habilitierte sich 1983 für Pastoraltheologie und Religionspädagogik. Von 1984 bis 2002 war er Professor für Katholische Theologie mit dem Schwerpunkt Praktische Theologie an der Universität-Gesamthochschule Paderborn. Von 2002 bis 2011 war Mette Professor für Katholische Theologie und ihre Didaktik mit dem Schwerpunkt Religionspädagogik/Praktische Theologie an der Universität Dortmund.
Im Dezember 2006 empfahl Mette den Schulen, das Verbot multireligiöser Gottesdienste durch Kardinal Joachim Meisner aus pädagogischen Gründen, wie auch unter Hinweis auf die Richtlinien der katholischen Deutschen Bischofskonferenz von 2003 nicht zu beachten.
Angesichts der Tatsache, dass der konfessionelle Religionsunterricht einerseits in der gesellschaftlichen Öffentlichkeit immer weniger auf Verständnis stößt und dass andererseits die konfessionelle Spaltung der Christenheit für den Glauben selbst ein Ärgernis darstellt und die ökumenische Verständigung inzwischen sehr weit gediehen ist, setzt sich Mette für einen konfessionell-kooperativen Religionsunterricht ein, der den Weg in eine fällig gewordene Richtung weist.

## Ehrung
2002 wurde Mette der Ehrendoktortitel der Universität Freiburg (Schweiz) verliehen.

## Schriften (Auswahl)

### Publikationen in Buchform
- als Herausgeber mit Hans-Ulrich von Brachel: Kommunikation und Solidarität. Beiträge zur Diskussion des handlungstheoretischen Ansatzes von Helmut Peukert in Theologie und Sozialwissenschaften. Edition Exodus u. a., Freiburg (Schweiz) u. a. 1985, ISBN 3-905575-12-4.
- Religionspädagogik (= Leitfaden Theologie. 24). Patmos, Düsseldorf 1994, ISBN 3-491-77963-4.
- Praktisch-theologische Erkundungen (= Theologie und Praxis. 1 und 32). 2 Bände. Lit, Berlin 1998–2007, ISBN 3-8258-3811-0 (Band 1), ISBN 978-3-8258-0134-2 (Band 2).
- mit Hans-Martin Gutmann: Orientierung Theologie. Was sie kann, was sie will (= Rororo. 55613, Rowohlts Enzyklopädie.). Rowohlt-Taschenbuch-Verlag, Reinbek bei Hamburg 2000, ISBN 3-499-55613-8.
- als Herausgeber mit Folkert Rickers: Lexikon der Religionspädagogik. 2 Bände. Neukirchener Verlagshaus, Neukirchen-Vluyn 2001, ISBN 3-7887-1745-9.
- Einführung in die katholische Praktische Theologie. Wissenschaftliche Buchgesellschaft, Darmstadt 2005, ISBN 3-534-15200-X.
- als Herausgeber mit Peter Schreiner, Dirk Oesselmann, Dieter Kinkelbur: Paulo Freire: Unterdrückung und Befreiung. Waxmann, Münster u. a. 2007, ISBN 978-3-8309-1803-5.
- als Herausgeber mit Peter Schreiner, Dirk Oesselmann, Dieter Kinkelbur: Paulo Freire: Pädagogik der Autonomie. Notwendiges Wissen für die Bildungspraxis. Waxmann, Münster u. a. 2008, ISBN 978-3-8309-1870-7.
- Nicht gleichgültig bleiben! Die soziale Botschaft von Papst Franziskus. Matthias-Grünewald-Verlag, Ostfildern 2017, ISBN 978-3-7867-4035-3.

### Beiträge in Sammelwerken
- (Religions-)Pädagogisches Handeln. In: Edmund Arens (Hrsg.): Gottesrede – Glaubenspraxis. Perspektiven theologischer Handlungstheorie. Wissenschaftliche Buchgesellschaft, Darmstadt 1994, ISBN 3-534-11698-4, S. 164–184.
- mit Hermann Steinkamp: (Kreative) Rezeption der Befreiungstheologie in der praktischen Theologie. In: Raúl Fornet-Betancourt (Hrsg.): Befreiungstheologie. Kritischer Rückblick und Perspektiven für die Zukunft. Band 3: Die Rezeption im deutschsprachigen Raum. Matthias-Grünewald-Verlag, Mainz 1997, ISBN 3-7867-1956-X, S. 9–25.
- Zur Rede von Kommunikation in der (Kommunikativen) Theologie – ein wohlwollend-kritischer Aus- bzw. Einblick. In: Matthias Scharer, Bradford E. Hinze, Bernd Jochen Hilberath (Hrsg.): Kommunikative Theologie. Zugänge – Auseinandersetzungen – Ausdifferenzierungen. = Communicative Theology. Approaches – Discussions – Differentiation (= Kommunikative Theologie. 14). Lit, Wien u. a. 2010, ISBN 978-3-643-50126-4, S. 44–57.